# يورغن شتروب
كان يورغن شتروب (ولد باسم جوزيف شتروب؛ 26 سبتمبر 1895 - 6 مارس 1952) قائدًا لقوات الأمن الخاصة الألمانية خلال الحقبة النازية، حيث عمل قائدًا للقوات الخاصة وقوات الشرطة في بولندا المحتلة. لقد قاد قمع انتفاضة الحي اليهودي في وارسو في عام 1943 وكتب تقرير شتروب، وهو تقرير عن العملية. وبعد هزيمة ألمانيا، حوكم شتروب خلال محاكمات داكاو وأدين بقتل تسعة أسرى حرب أمريكيين. وبعد تسليمه إلى بولندا، حوكم شتروب وأدين وأعدم بتهمة ارتكاب جرائم ضد الإنسانية.

## النشأة
ولد يورغن شتروب في إمارة ليبي في القيصرية الألمانية. كان والده، كونراد شتروب، رئيس شرطة ليبي. كانت والدته، كاثرين شتروب، ربة منزل بدوام كامل. في حديثه مع كازيميرز موكزارسكي أثناء سجنه عام 1949، ذكر شتروب أن والدته المتدينة «متعصبة تقريبًا» التي عرضته لإيذاء جسدي في مرحلة الطفولة. كان والديه ملكين متحمسين. وخلال المسيرات في ديتمولد، غالبًا ما أشار كونراد شتروب إلى ليوبولد الرابع، أمير ليبي وقال، «تذكروا هذا دائمًا. هذا أميرنا. أطيعوه واخدموه كما فعلت أنا».
تم تعزيز إحساس شتروب بالوطنية الألمانية من خلال النمو في ظل هرمانزدنكمال. وبعد تلقي التعليم الابتدائي، أصبح مبتدئًا في سجل الأراضي في ديتمولد، حيث عمل حتى اندلاع الحرب العالمية الأولى.
تم تجنيد شتروب في الجيش البروسي في عام 1914 وخدم في العديد من أفواج المشاة على طول الجبهة الغربية. كما أصيب في معركة بالقرب من لا باسيه في أكتوبر 1914. لقد أغضب والدته الكاثوليكية المتدينة، حين تزوج شتروب من كاتارينا بي، ابنة وزير من الكنيسة البروتستانتية في ليبي، في 3 يوليو 1923. ظلت كاتارينا شتروب زوجة مخلصة ومطيعة مع خيانة زوجها العديدة. أنتج زواجهما ابنة، رينات شتروب، التي ولدت في فبراير 1928. ولد ابنهما أولاف شتروب في فبراير 1936.
خلال أوائل عشرينيات القرن العشرين، انضم شتروب إلى Tannenbergbund واعتنق الوثنية الجديدة الجرمانية تحت تأثير الجنرال إريش لودندورف وزوجته ماتيلد. لقد أشار فيما بعد إلى أن ماتيلد لودندورف كشفت "حقيقة الكنيسة الكاثوليكية في ألمانيا وأعادتنا إلى الآلهة الجرمانية الحقيقية." ومن خلال تذكر الطرق النقية قبل الجرمانية، أشارت إلى تعفن الأخلاق اليهودية المسيحية وأظهرت كيف كانت الكنيسة المنظمة تخنق الرايخ لمدة مائة وإثنا عشر عامًا". تذكر شتروب كذلك: "بفضل ما كنت محظوظًا بما يكفي للتعلم من كتبها، فقد تمكنت من التخلص من التحيز الديني ووضع علامة على مؤمنون بالله في العمود المتعلق بالإيمان".
في محادثة أخرى مع موكزارسكي، وصف شتروب الكاثوليكية بأنها «كل الأديان المصابة باليهودية». وادعى كذلك أن المسيحية تم إنشاؤها كمؤامرة يهودية «لإضعاف الإنسان وتحطيمه من خلال الذنب».

## مهنة قوات الأمن الخاصة
انضم شتروب إلى الحزب النازي والقوات الأمن الخاصة عام 1932. في عام 1933، عُيَّن قائدًا للشرطة المساعدة للدولة. وبعد عام واحد، تمت ترقيته من رتبة SS- اوباشافوهرر إلى SS- هوبتستثرمفهرر. في وقت لاحق، عمل في إدارة SS في مونستر وهامبورغ.

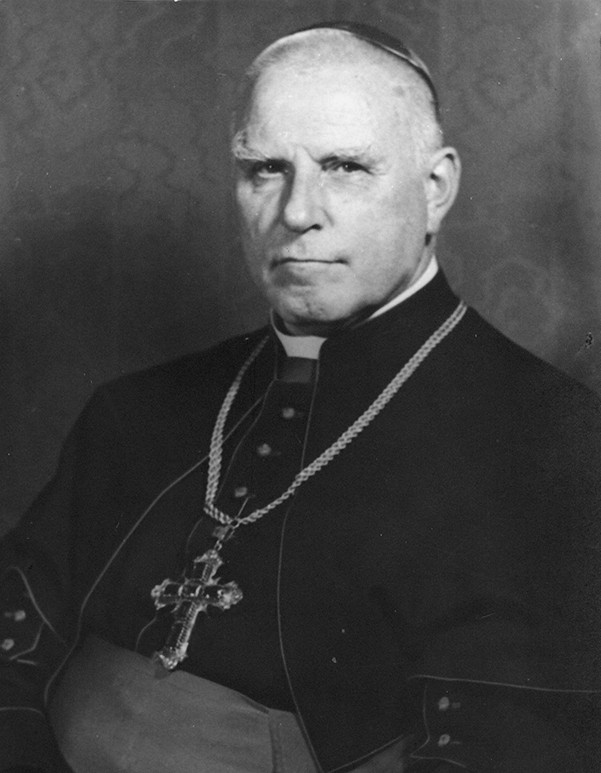
الأسقف، الكاردينال في وقت لاحق، الكونت كليمنس فون جالينوس.

في عام 1934، هاجم الأسقف كليمنس فون جالين من مونستر الأيديولوجيات العنصرية للنظام الجديد، حيث سخر منه جزئيًا، وانتقد بعض الشيء أساسه الإيديولوجي كما نشر ألفريد روزنبيرغ. لقد أعلن أنه من غير المقبول رفض العهد القديم بسبب تأليفه اليهودي، وقصر الأخلاق والفضيلة على الفائدة المتصورة لعرق معين.
وردًا على ذلك، قام شتروب وأحد أفراد عائلة فون جالين من SS بزيارة رسمية إلى الأسقف. تم توجيه كل منهما للضغط على الأسقف للموافقة على مذاهب روزنبيرغ. إذا رفض، فإنهم سيأمروا بتهديده بمصادرة ممتلكات الكنيسة وحملة دعائية مناهضة للكاثوليكية.
بدأت الزيارة بشكل جيد، حيث أشاد الأسقف فون جالينن بوالدة شتروب الكاثوليكية المتدينة والعمل الخيري في ديتمولد. ومع ذلك، قلب المطران الطاولة على زائريه. لقد رفض بشكل قاطع قبول أو الثناء على مذاهب روزنبيرغ في القتل الرحيم أو التعقيم القسري للمعاقين. ولصدمة شتروب الإضافية، شجب الأسقف النازيين لمحاولتهم إدخال الوثنية الجديدة الجرمانية في أبرشيته. سخر من مراسم الزواج والجنازات التي أجريت قبل المذابح المخصصة لوتان. تسبب هذا ذهول شتروب، الذي حضر مثل هذا الاحتفال قبل أيام فقط، بعلم الأسقف عن هذا بسرعة. وفي ختام اللقاء، أعلن الأسقف أن كنيسته ستظل موالية للدولة في جميع المسائل القانونية. وعبر عن حبه العميق لألمانيا وذكّرهم بأنه كان أول أسقف يعترف علنا بالنظام الجديد.
رثى شتروب حقيقة وطنية الأسقف فون جالين بأنها «ملطخة بالمثل البابوية، وضارة بألمانيا لعدة قرون. إلى جانب ذلك، جاءت أوامر رئيس الأساقفة من خارج الوطن، الأمر الذي أزعجنا. نعلم جميعًا، مع تعدد الفصائل، أن الكنيسة الكاثوليكية هي مجتمع عالمي، يلتصق ببعضه البعض عندما تنهار الرقائق.»
في سبتمبر 1938، تمت ترقية شتروب مرة أخرى، هذه المرة إلى رتبة SS- شتاندارتن فوهرر (عقيد)، وعمل بالقرب من Reichenberg (ليبيريتس)، في السوديت. وفي حديث مع موكزارسكي، ذكر شتروب بسرور زياراته العديدة إلى الينابيع الساخنة في Karlsbad. لهذا السبب، أعرب زميله في الزنزانة، جوستاف شييلكي، عن اشمئزازه، بدلًا من الخدمة في القتال، «لقد قام الجنرال هير بقتال في المنتجعات الصحية.»

### بدايات الحرب العالمية الثانية
بعد الغزو الألماني لبولندا عمل شتروب كقائد لقسم القوات الأمن الخاصة في Gnesen (غنيزنو). وأثناء احتلال بولندا، تم نقل شتروب إلى بوزنان كرئيس ل سيلبستشوتز سيئة السمعة التي تكونت من «الدفاع عن النفس» من الألمان المحليين.
في مايو 1941، غير شتروب اسمه من جوزيف إلى يورغن لأسباب إيديولوجية وتكريمًا لابنه الرضيع الميت. من 7 يوليو إلى 15 سبتمبر 1941، خدم شتروب في القتال على الجبهة الشرقية في فرقة القوات الأمن الخاصة توتنكوبف. حصل على الصليب الحديدي من الدرجة الثانية. في 16 سبتمبر 1942، تمت ترقيته إلى SS-بريغيجاديه فوهرر وتم تعيينه كمفتش لشرطة الأمن والشرطة الأمنية الألمانية للقادة الأعلى والقائد الأعلى لقوات الأمن والشرطة لـروسيا الجنوبية. ابتداءً من أكتوبر 1942، قاد شتروب حامية القوات الأمن الخاصة في خيرسون، قبل أن يصبح قائد القوات الأمن الخاصة والشرطة (SSPF) لـLemberg (لفيف) في فبراير 1943.[بحاجة لمصدر] كان شتروب مفتش قوات الأمن الخاصة في Durchgangsstrasse IV، وهو مشروع كبير للعمل القسري لبناء طريق من Lemberg إلى ستالينو (الآن دونيتسك).

### قمع انتفاضة الحي اليهودي في وارسو

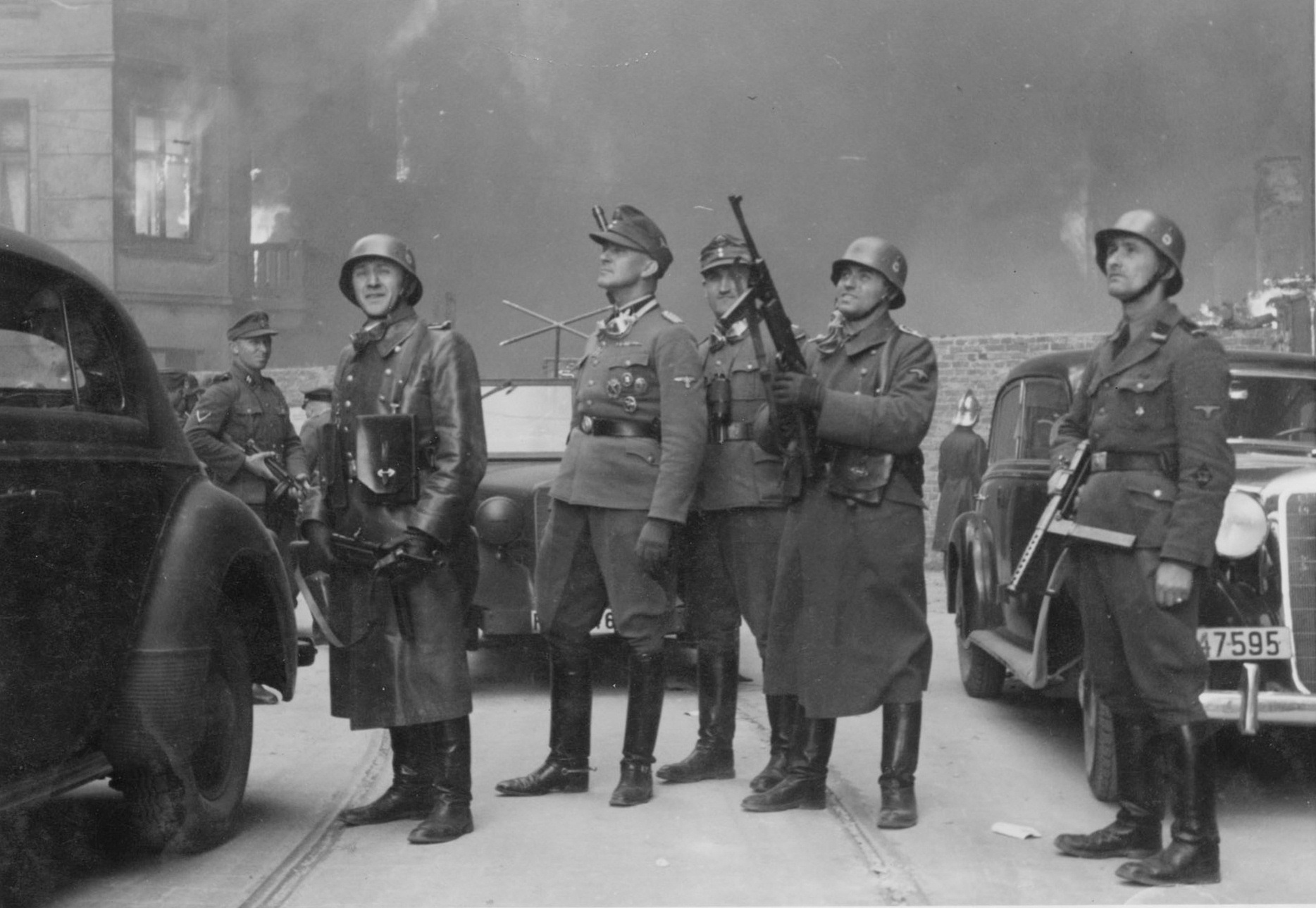
يورغن شتروب (في الوسط، بغطاء ميداني) مع رجاله في حرق وارسو غيتو، 1943

شارك شتروب في قمع انتفاضة غيتو وارسو، وهو عمل كلف حياة أكثر من 50 ألف شخص. تم إرساله إلى وارسو في 17 نيسان 1943 من قبل هاينريش هيملر، كبديل للSS- أوبرفورر فرديناند فون سامرن فرانكنيج، الذي أعفي من واجب. تولى شتروب منصبه من سامرن فرانكنيج بعد فشل الأخير في قمع الانتفاضة في البداية. وعلق على محققي جرائم الحرب:
أمر شتروب بإحراق كامل الحي اليهودي بشكل منهجي وتفجيره بناية ببناية. إن جميع الناجين، بمن فيهم الرجال والنساء والأطفال، إما قتلوا على الفور أو تم ترحيلهم إلى معسكرات الإبادة. في حديث مع موكزارسكي، وصف شتروب تدمير الحي اليهودي بتفصيل كبير. وكشف شتروب أيضًا، على عكس الرجال الخاضعين لقيادته، أنه غادر دائمًا الحي اليهودي في أوقات الوجبات وخلال الليل.

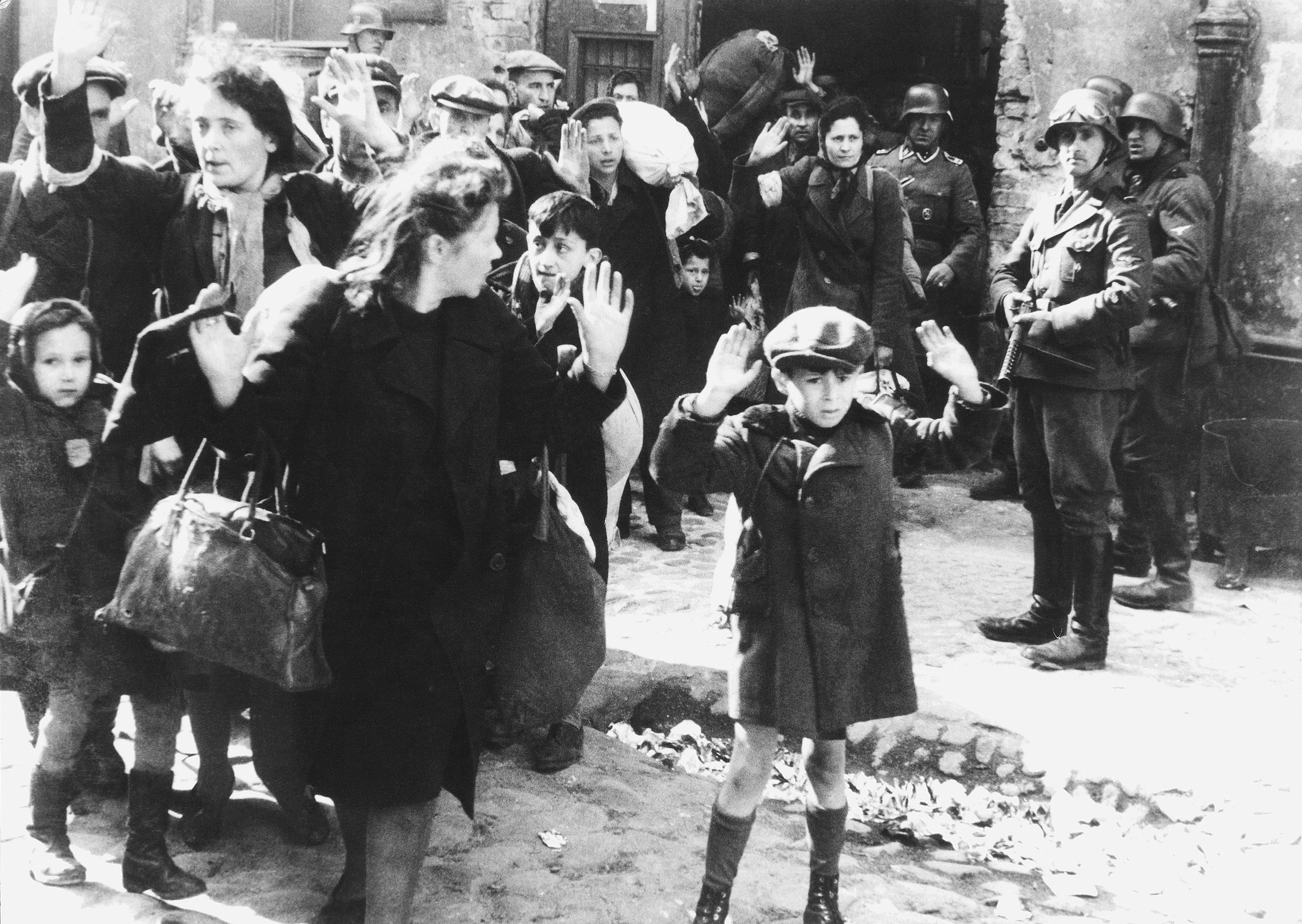
صورة معروفة توضح تطهير الحي اليهودي بوارصوفيا عام 1943.

استذكر شتروب (مقتبس في كتاب محادثات مع الجلاد بواسطة كازيميرز موكزارسكي):
أعرب شتروب عن ارتباكه بأن مقاتلي غيتو اليهود، الذين اعتبرهم أونترمينش، حاربوا بشكل فعال ضد رجاله.

### قوات الأمن الخاصة وقائد الشرطة في وارسو

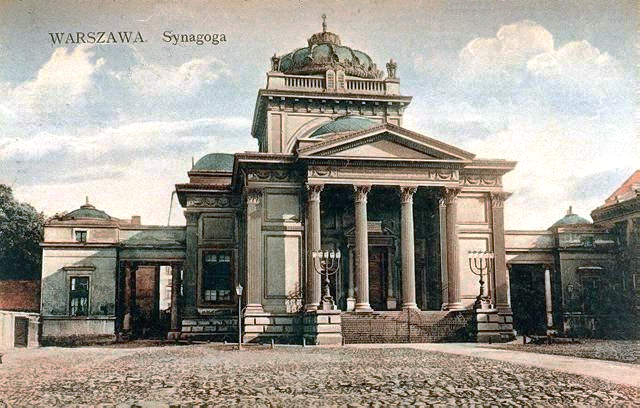
كنيس وارسو الكبير، حوالي 1910

بعد القمع، أمر شتروب بتدمير الكنيس الكبير في وارسو. تم اقتباس وصف شتروب في المحادثات مع جلاد:
في تلك المرحلة، تولى شتروب منصب القائد الأعلى لقوات الأمن والشرطة في وارسو. قدم كروجر له صليب حديدي من الدرجة الأولى في 18 يونيو 1943 من أجل «عمل» غيتو وارسو في حفل استقبال في حديقة وارسينكي في وارسو. كان تقرير شتروب المفصل المكون من 75 صفحة حول قمع انتفاضة غيتو وارسو مربوطًا بالجلد الأسود.[بحاجة لمصدر] قام شتروب بتفصيل القبض على / أو قتل 57,065 سجينًا في غيتو وارسو بينما كان لدى القوات الألمانية 110 ضحية [17 قتيلًا / 93 جريحًا]. احتوت على نسخ من جميع البلاغات والعديد من الصور؛ لقد تضمن التقرير نسخًا من جميع البيانات المرسلة إلى قائد شرطة قوات الأمن الخاصة الشرقية فريدريش كروغر والعديد من الصور الفوتوغرافية، بينما احتفظ شتروب بنسخة بالإضافة إلى نسخة ملف غير منظم. عنوان الحي اليهودي في وارسو لم يعد!، سيتم استخدامه لاحقًا كدليل في محاكمات نورمبرغ.[بحاجة لمصدر]

### اليونان المحتلة
في سبتمبر 1943، تم اختيار شتروب كقائد أعلى للشرطة وقوات الشرطة (HSSPF) في اليونان. وفي 16 أكتوبر، نشرت حكومة ايوانيس راليس مرسومًا وضع الكتائب الأمنية والدرك الهيليني وشرطة المدينة تحت أوامر شتروب. وجدت الإدارة المدنية المحلية أن أساليبه وسلوكه غير مقبول، وسحبت التعاون، حيث منعت شرطة النظام المحلية من القيام بأي شيء معه، الأمر الذي جعل منصبه لا يمكن الدفاع عنه. ونتيجةً لذلك، تم عزله واستبداله بوالتر شيمانا، وفي 9 نوفمبر، عُيَّن قائدًا لـ SS- Oberabschnitt Rhein-Westmark (وهي منطقة إدارية تابعة لقوات الأمن الخاصة سميت باسم الراين وغاو ويستمارك) في فيسبادن، وخدم هناك حتى نهاية الحرب .

### مؤامرة 20 يوليو 1944

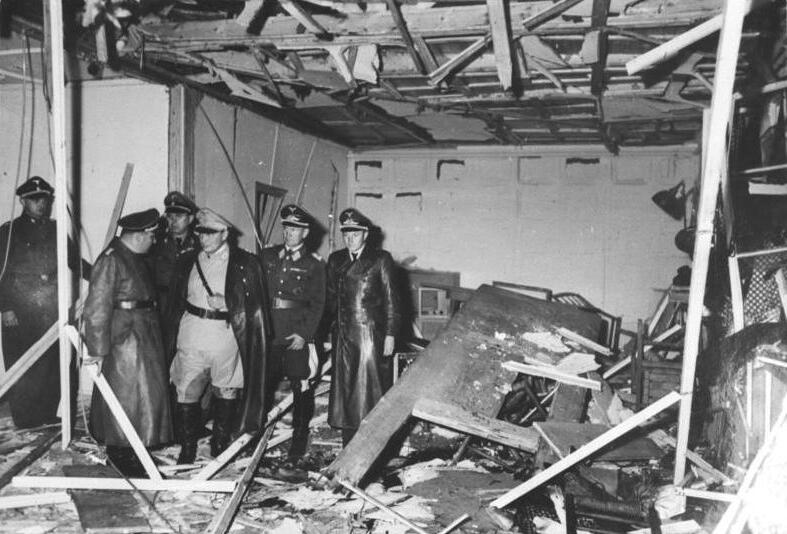
غرفة الاجتماعات في وكر الذئب بعد محاولة كلاوس فون شتاوفنبرج اغتيال هتلر

وفقًا لموكزارسكي، لا يوجد موضوع يغضب شتروب أكثر من مؤامرة 20 يوليو ضد أدولف هتلر. كلما طرح الموضوع، شتم شتروب المتورطين، «بعبارات لا يمكن وصفها»، على أنهم «فرقة قاتلة من الجنرالات والمدنيين الذين يمزقهم اليهود». ألقى شتروب باللوم على هزيمة ألمانيا على الألمان: «إن القليل من الضعفاء الذين سممهم عملاء العدو وأصيبوا بأيديولوجيات تخريبية كانوا كل ما يلزم لتقويضنا. في اللحظة التي عانينا فيها من هزائم عسكرية، تحولت العناصر السرطانية في مجتمعنا إلى عمل، وتنظيم المافيا وإنشاء» مجموعات مناقشة وطنية«. في النهاية، دمروا أمتنا».
ربط شتروب بفخر تورطه في تطهير الألمان المناهضين للنازية بعد فشل المؤامرة. كما أعرب عن انزعاجه من السماح للمشير إرفين رومل بالانتحار بدلًا من شنقه من خطاف اللحم. وأشاد برولاند فريسلر من محكمة الشعب بأنه «قاضي جيد». تفاخر شتروب أيضًا بمشاركته في التعامل مع المشير غونثر فون كلوج لمشاركته في المؤامرة. وكما فعل الجنرال فيلهلم برجدورف مع رومل، ادعى شتروب أنه عرض على المشير خيارًا بين الانتحار ومحاكمة شكلية أمام القاضي فرايسلر. ولغضب شتروب، فقد طالب كلوج يومًا في المحكمة. ثم ادعى شتروب أنه أطلق النار على كلوج في الرأس. أعلن هيملر أن المشير كان قد انتحر.

### قتل أسرى الحرب الأمريكيين
بين أكتوبر 1944 ومارس 1945، تم إعدام تسعة جنود من القوات الجوية للجيش الأمريكي بإجراءات موجزة بعد إسقاطهم وإلقاء القبض عليهم في منطقة شتروب. كانوا: الرقيب ويلارد بي بيري، والرقيب روبرت دبليو جاريسون، والخاص راي آر هيرمان، والملازم الثاني ويليام أ. ديوك، والملازم الثاني أرشيبالد بي مونرو، والجندي جيمي آر هيثمان، والملازم ويليام إتش فورمانو، والجندي روبرت تي ماكدونالد.
بعد أن ذكّره موكزارسكي بأن قتل أسرى الحرب تم تعريفه بأنه إجرامي بموجب اتفاقيتي لاهاي وجنيف، رد شتروب: «كان من المعروف أن الطيارين الأمريكيين إرهابيين وقتلة يستخدمون أساليب مخالفة للقواعد المتحضرة... لقد حصلنا على بيان بهذا المعنى من أعلى السلطات. كان مصحوبًا بأمر من هاينريش هيملر». ونتيجةً لذلك، أوضح أنه تم نقل جميع أسرى الحرب التسعة إلى الغابة وتم منحهم «نسبةً من الرصاص لعنقهم الأمريكية».

### نهاية الحرب
في أواخر مارس 1945، أُجبر شتروب على التراجع عن فيسبادن عندما عبر الجيش الأمريكي المتقدم جسور الراين. عند وصوله إلى بوتينشتاين (بافاريا العليا)، تلقى شتروب كلمة من أن هاينريش هيملر يرغب في مقابلته في برلين. في 14 أبريل، التقى شتروب بهيملر في قطاره الخاص بالقرب من برنتسلاو. وبتمريرة موقعة من قبل هيملر، سافر شتروب إلى جبال الألب Redoubt مع مجموعة من الشباب المراهقين أعضاء شباب هتلر الذين كانوا يتدربون للحرب. ومن أجل الحصول على البنزين والإمدادات النادرة الأخرى، أظهر شتروب أمر هيملر الموقع وزعم أنه ينقل وحدته فيرفولف لبناء معقل جبال الألب من أجل إنقاذ الرايخ.
ومع ذلك، بعد مؤتمر سري في تاكسينباخ في النمسا، قرر شتروب وزملاؤه في فيرفولف ارتداء زي الفيرماخت والاستسلام للحلفاء الغربيين. وبعد فترة وجيزة، تخلى شتروب عن وحدة فيرفولف بالقرب من كوفشتاين وفر إلى الشمال. في 10 مايو 1945، استسلم شتروب للقوات الأمريكية في قرية روتاو ببافاريا.
أخبر شتروب موكزارسكي أنه كان يحمل قرص السيانيد، الذي كان ينوي تناوله إذا تم القبض عليه. وبعد أن سأله موكزارسكي عن أسباب عدم تناوله، رد شتروب: «إنه أمر بسيط للغاية. كنت خائف.» في الوقت الذي استسلم، حمل شتروب أوراق التفريغ مزورة مصنوعة من لكابتن الفيرماخت الاحتياطي جوزيف ستراوب. احتفظ بهذه القصة لمدة شهرين تقريبًا، قبل الاعتراف بهويته في 2 يوليو 1945.

## المحاكمة في داخاو

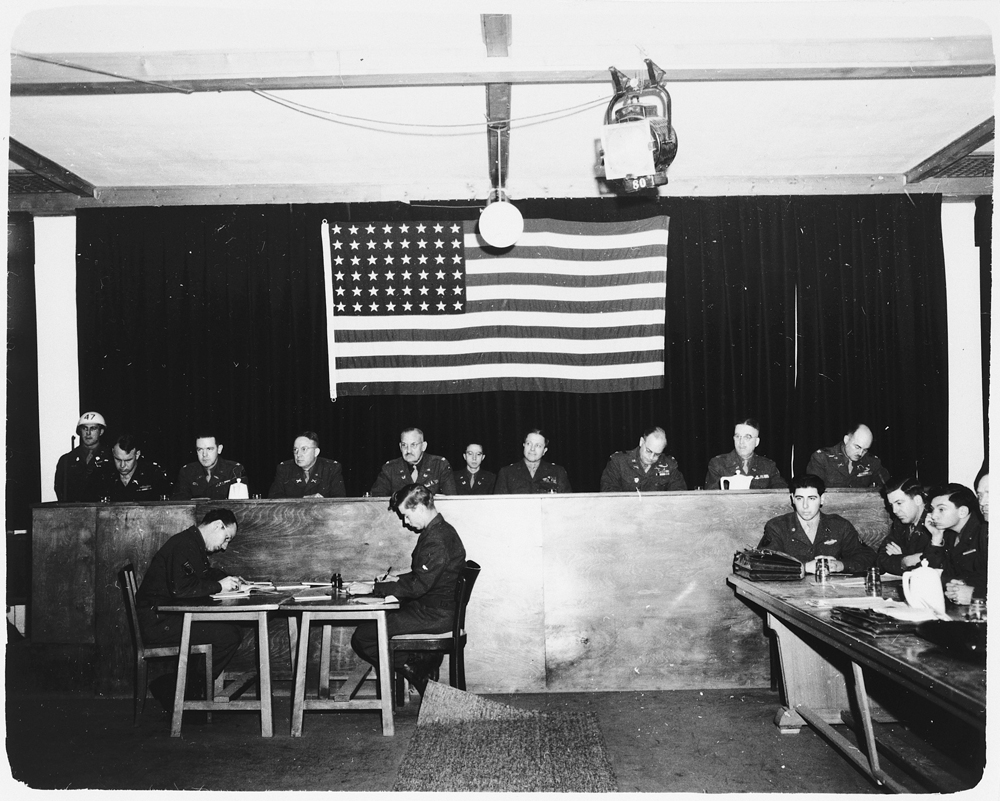
مقعد قضائي، محاكمات داخاو.

في قضية الولايات المتحدة مقابل يورغن شتروب، وآخرون، تمت مقاضاة الجنرال السابق ومرؤوسيه من قبل المحكمة العسكرية الأمريكية في داخاو بتهمة «تصفية» أسرى الحرب التسعة الذين أعدموا في مقاطعته. مثل المقدم ويليام دوينيل، وهو محامي بالجيش الأمريكي من بروكلين، نيويورك، للمحاكمة. تم تعيين العميد إميل س. كيل من القوات الجوية التابعة للجيش الأمريكي قاضيًا للمحاكمة. وصف شتروب فيما بعد الجنرال كيل بأنه «شيطان ماكر»، وأعرب عن اعتقاده بأن الجنرال كان يهوديًا.
في حديثه مع موكزارسكي، أعرب شتروب عن أسفه: «كان جميع هؤلاء القضاة تقريبًا من اليهود أو الماسونيين. لقد درستهم عن كثب. معظمهم من ذوي الشعر الداكن». كما أعرب عن أسفه لأن أحد محامي الدفاع بالجيش الأمريكي كان يرتدي خاتمًا ماسونيًا في المحكمة.

وفقًا لغوستاف شييلكي، زميله في الزنزانة، 
 تصرف شتروب مثل الخنازير في قفص الاتهام. كان يتصرف ببراءة كحمل، متظاهرًا بأن القتل كان خبرًا له. وبسبب تجريمه، حُكم على عدة متهمين بالإعدام، أي ما يصل إلى ثلاثة عشر من الاثنين والعشرين. وكقائد كبير من قوات الأمن الخاصة والشرطة، فقد أعطى كل الأوامر، هير موكزارسكي، ولكنه ذكر في المحكمة أن اتباعه قتلوا طيار الأميركية. كيف يمكن أن يتصرف ضابط ألماني كبير مثل هذا؟ 
 بعد محاكمة استمرت ثمانية أسابيع، حكم العميد كيل على شتروب بالإعدام شنقًا في 21 مارس 1947. وفي نوفمبر 1947، تم توقيع مذكرة إعدامه من قبل الجنرال لوسيوس د. كلاي. بحلول ذلك الوقت، كان شتروب قد سجن في وارسو لمدة خمسة أشهر.
في أواخر مايو 1947، تم نقل شتروب إلى مطار برلين تمبلهوف، وتم تسليمه إلى جمهورية بولندا الشعبية. قال شتروب: «غرق قلبي عندما رأيت هؤلاء الضباط البولنديين في تمبلهوف. لذا، كان الأمريكيون كاذبين بعد كل شيء! لقد وعدوني مرارًا وتكرارًا بأنني لن أسلم إلى الشيوعيين مطلقًا، وسيتم تخفيف عقوبة الإعدام عن قتلي للطيارين الأمريكيين إلى السجن المؤبد».

## المحاكمة في وارسو والإعدام

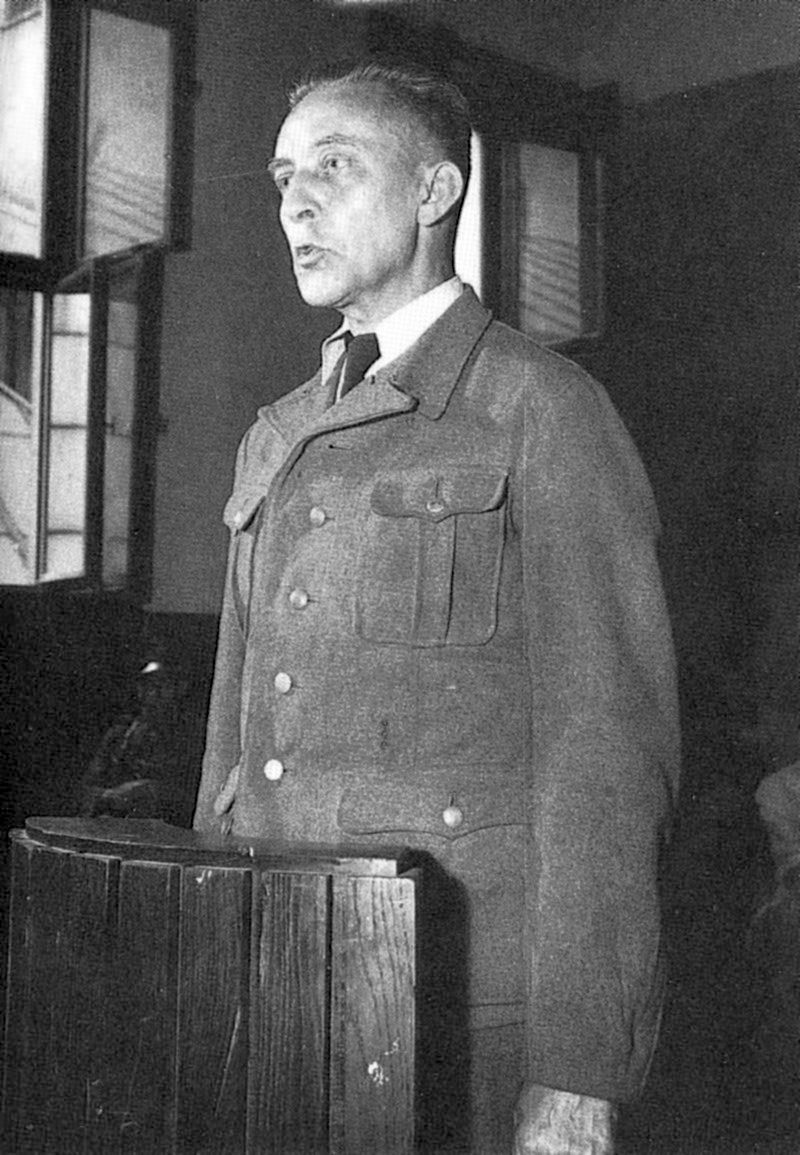
شتروب أمام محكمة بولندية عام 1951

بدأت محاكمة شتروب في 18 يوليو 1951 في محكمة مقاطعة وارسو الجنائية واستمرت ثلاثة أيام. اتهم شتروب بارتكاب أربع جرائم:
1. انتماءه لقوات الأمن الخاصة، منظمة إجرامية.
2. تصفية حي اليهود في وارسو، مما أدى إلى مقتل أكثر من 50 ألف شخص وترحيل مئات الآلاف من اليهود الآخرين إلى معسكرات الموت.
3. الأمر بإطلاق النار على مائة بولندي في 16 يوليو 1943.
4. المشاركة في القتل الجماعي للمدنيين البولنديين في Warthegau.

في 23 يوليو 1951، حكمت المحكمة على شتروب وفرانز كونراد بالإعدام شنقًا. في الحكم الصادر، أعلنت المحكمة، 
 نظرًا لأن طبيعة وحجم جرائم شتروب، وموقفه وتفسيراته الملتوية لا تشير فقط إلى الافتقار التوبة، بل تؤكد في الواقع أنه يحتفظ بوجهة نظره النازية للعالم، فإن المحكمة غير قادرة على العثور على أدنى الظروف المخففة في سلوك المتهم شتروب. تظهر أفعاله أنه خالي من الشعور الإنساني، وأنه جلاد فاشي تعقب ضحاياه بقسوة باردة لا هوادة فيها، جلاد يجب إزالته من مجتمع الإنسان. 

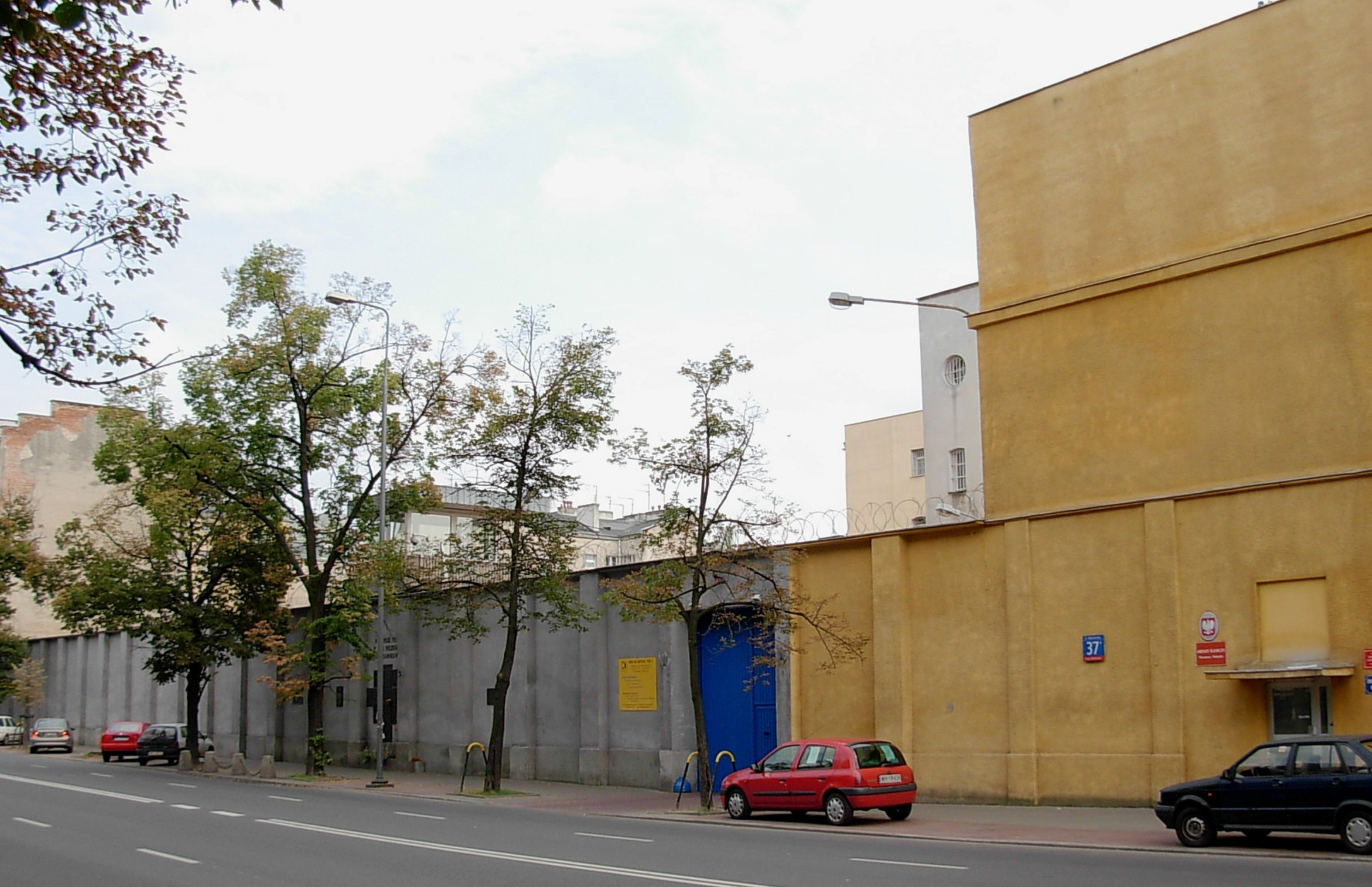
سجن وارسو موكوتوف في عام 2007

تم شنق شتروب في سجن موكوتو في الساعة السابعة مساء يوم 6 مارس 1952. في عام 1961، كتب موكزارسكي إلى النائب العام للجمهورية البولندية وتلقى رسالة حول لحظات شتروب الأخيرة. وفقًا لرسالة الوكيل، كان شتروب هادئًا، «يظهر غطرسته المعتادة»، في اليوم السابق لشنقه. كما لم يعرب عن «أمنية أخيرة». وقبل عدة أيام من الشنق، سأل مدير السجن شتروب عما إذا كان يستطيع التوفيق بين ضميره وحقيقة أنه قتل النساء والأطفال في الحي اليهودي ومشاهدته الآخرين يفعلون ذلك بناءً على أوامره، فأجاب أنه لا يشعر بالذنب لقتل اليهود. لم ينطق شتروب بكلمة عن ألمانيا أو هتلر أو الانتقام المستقبلي.

## محادثات مع جلاد

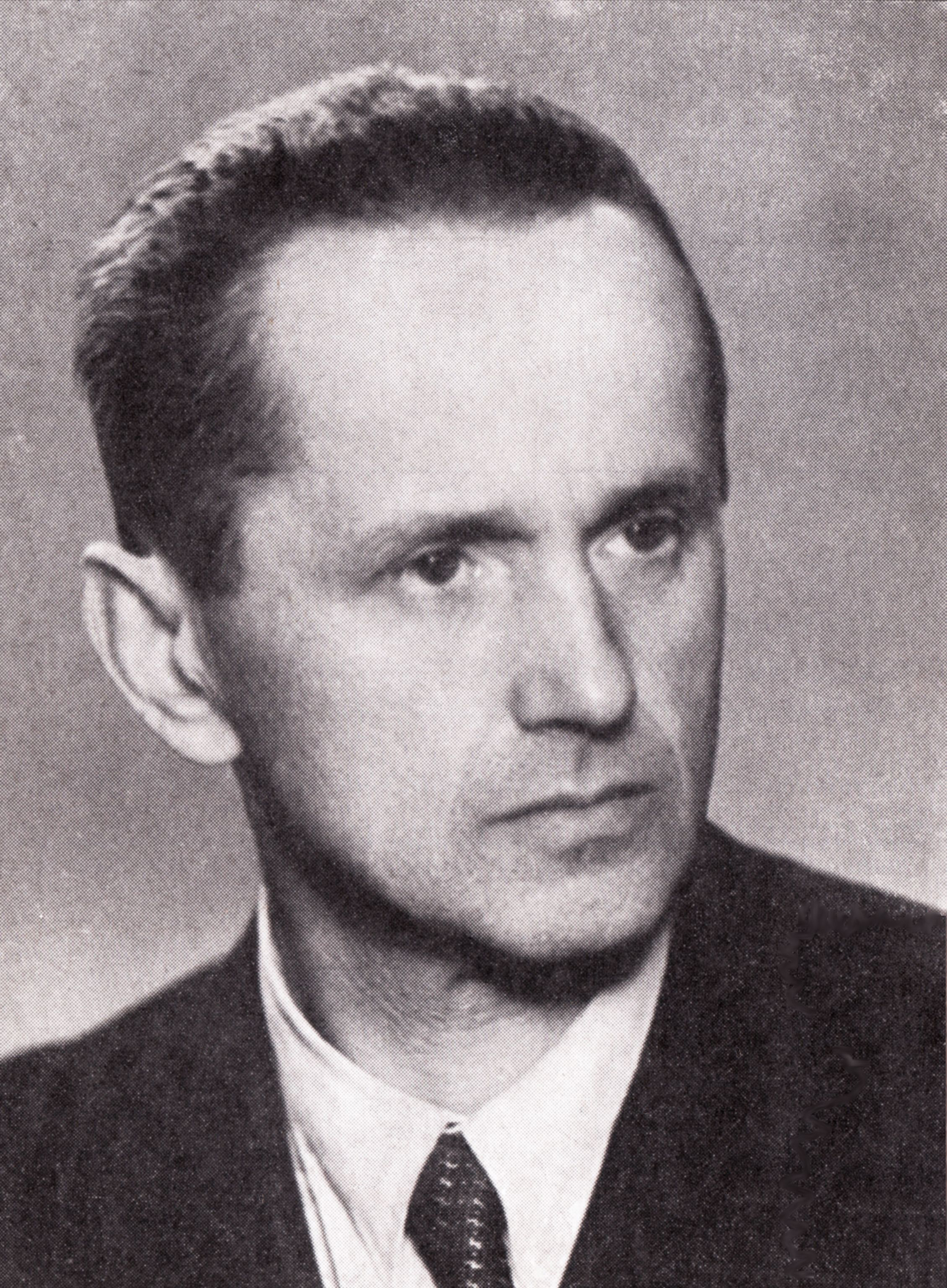
كازيميرز موكزارسكي (1907-1975)

أثناء انتظار المحاكمة في سجن موكوتو في وارسو، أمضى شتروب 255 يومًا في زنزانة مع كازيميرز موكزارسكي، وهو ضابط سابق في الجيش البولندي قبل الحرب. خدم موكزارسكي، تحت اسم Maurycy، في بولندا في حركة المقاومة المناهضة للنازية والمعادية للسوفييت، وجنود الوطن في الحرب العالمية الثانية. وبحلول الوقت الذي التقيا فيه، كان محتجزًا لأكثر من ثلاث سنوات بعد أن حكم عليه القضاة الشيوعيون في 18 يناير 1946.
أمر موكزارسكي من قبل جنود الوطن باغتيال شتروب بتهمة ارتكاب جرائم ضد الأمة البولندية خلال فترة توليه منصب القائد الأعلى لقوات الأمن والشرطة في وارسو. وبسبب عدم القدرة على التنبؤ بحركات شتروب، لم يتمكن موكزارسكي من تنفيذ المهمة. بعد تحول بولندا بقيادة السوفييت إلى دولة بوليسية ماركسية لينينية، تم القبض على موكزارسكي وتعذيبه من قبل وزارة أمن الدولة البولندية، حيث أمضى أربع سنوات في انتظار تنفيذ حكم الإعدام قبل الإفراج عنه عام 1956.
خلال فترة سجنه، تحدث شتروب عن تفاصيل حياته. كما شارك مع موكزارسكي رسائله من والدته وزوجته وأطفاله في ألمانيا الغربية. يتذكر موكزارسكي: «رسائله من والدته شتروب التي أعطاني لقرائتها ... يبدو أنها تشير إلى أن السيدة شتروب لم تعتبر الأفعال التي تم سجن شتروب بسببها جرائم».
جمع موكزارسكي الملاحظات وكتب مذكرات حول سجنه لمدة 255 يومًا من 2 مارس 1949 حتى 11 نوفمبر 1949 في زنزانة واحدة مع يورغن شتروب بعد إطلاق سراحه من السجن وإعادة التأهيل في عام 1956 خلال أكتوبر البولندي المناهض للستالينية. تمت كتابة مسودته الأولى في سرية. وبعد خمسة عشر عامًا من انتهاء محنته، نشر موكزارسكي مذكراته على دفعات في مجلة أودرا البولندية الشهرية في 1972-1974. لم يشهد نشر عمله في شكل كتاب. تم إصدار أول نسخة كتابية مختصرة في عام 1977، بعد عامين من وفاته. تم نشر النص الكامل بدون رقابة شيوعية في عام 1992 بعد انهيار الاتحاد السوفيتي، من قبل الناشرين العلميين البولنديين PWN. توفي موكزارسكي 27 سبتمبر 1975 في وارسو بعدما أضعفته سنوات من التعذيب الجسدي الذي تعرض له خلال «استجوابه» الشيوعي من قبل شرطة يو بي السرية.
الكتاب بعنوان Rozmowy z katem، مع مقتطفات نشرت في الصحف والمجلات خلال حياته، وقد ترجم ونشر باللغة الإنجليزية تحت اسم محادثات مع جلاد بواسطة برنتيس هول في عام 1981 بغلاف مقوى، وترجم أيضًا إلى عدة لغات. في 18 أبريل 2012، تم عرض مسرحية فيليب بوهيم لمذكرات موكزارسكي لأول مرة في مسرح Upstream في سانت لويس (ميزوري) في الولايات المتحدة.

## روابط خارجية
- يورغن شتروب على موقع الموسوعة البريطانية (الإنجليزية)
- جدول محتويات يورغن شتروب (المكتبة الافتراضية اليهودية)
- شهادات تتعلق بانتفاضة وارسو غيتو